# Tribunal (Union européenne)
Pour les autres articles nationaux ou selon les autres juridictions, voir Tribunal de première instance.
Le Tribunal, anciennement connu sous le nom de Tribunal de première instance des Communautés européennes (TPICE), est le juge de droit commun du droit de l'Union.

## Présentation du Tribunal
L’art. 168 A introduit par l’Acte unique a posé les fondations d’une juridiction de première instance, sur la base desquelles a été institué, par une décision du Conseil du 24 octobre 1988, entrée en vigueur le 1er janvier 1989, le Tribunal de première instance. Cette création répond d’une part à la nécessité de décharger la Cour de justice de l'Union européenne (CJUE) d’un certain nombre d’affaires, en particulier celles touchant au contentieux de la fonction publique communautaire, et d’autre part, pour les recours directs formés par des particuliers, c’est-à-dire les personnes physiques et morales, « l’institution d’un double degré de juridiction (est) de nature à améliorer le niveau de protection juridictionnelle des justiciables ».
Sa position institutionnelle s'est renforcée graduellement. Il a d’abord été « adjoint à la Cour de justice », et créé par une décision du Conseil puis, inscrit dans le traité en 1992, enfin en 2001 l’article 224 supprime la référence à l’adjonction. Cet enracinement institutionnel s’accompagne d’une tendance lourde à l’extension de ses compétences, au point qu’il devient juge de droit commun en Tribunal de première instance. Le traité de Rome de 2004 consacre ce mouvement en le désignant par une nouvelle appellation : « Tribunal de Grande instance ». Celle-ci reflète mieux ses prérogatives juridictionnelles, étant à la fois une juridiction de première instance sur certains recours directs, et de deuxième, voire dernier ressort pour les affaires transférées aux chambres. Le Traité de Lisbonne de 2007 transforme l'appellation de « Tribunal de première instance des Communautés européennes » en « Tribunal ».
Cela ne signifie pas pour autant qu’il est une institution au sens de l’art. 7 CE. De fait il ne dispose pas de sa propre structure administrative mais son autonomie est assurée par un greffe distinct de celui de la Cour. Le régime du Tribunal est défini par des textes particuliers, outre la décision du Conseil fondatrice, le Tribunal établit son propre règlement de procédure, en accord avec la Cour de justice, après qu’il a été approuvé à la majorité qualifiée par le Conseil.

## Composition

### Juges
Comme pour la CJUE, on compte pour l’heure autant de membres du Tribunal que d’États adhérents à l’Union européenne. Toutefois, l’article 224 ouvre la possibilité pour les États de compter plusieurs membres afin de lui permettre de faire face à ses nouvelles missions. À l’imitation de la Cour, l’intervention d’un comité consultatif est prévue s’agissant de la nomination de ses membres.
Les juges du Tribunal sont nommés pour six ans à la suite d’un commun accord entre les États membres. Les personnes choisies offrent également toutes les garanties d’indépendance et la capacité requise pour l’exercice de fonctions juridictionnelles. Leur mandat est renouvelable, étant entendu qu’on procède à un renouvellement partiel tous les trois ans. Après ce dernier les juges du Tribunal élisent leur président, dont les fonctions constituent la transposition de celles du président de la Cour puisqu’il « dirige les travaux et les services du Tribunal ; il en préside les audiences plénières, ainsi que les délibérations ».
En général, le dispositif régissant la nomination des juges et les règles qui en découlent, telles l’élection du président de la juridiction, sont identiques au régime en vigueur à la Cour. Elles ont en conséquence suivi les modifications entraînées par Nice, comme un juge par État membre. Mais la règle est adaptée, puisque le statut de la CJUE fixe le nombre de juges, il peut donc être augmenté là aussi pour faire face à un accroissement du contentieux. Concernant le statut des juges du Tribunal, il est également fait application des règles relatives aux juges et aux avocats généraux de la CJUE. En revanche, il existe un élément distinctif touchant aux avocats généraux.
Depuis février 2020, le Tribunal est composé de 54 juges; ceci fait suite à une réforme de 2016 qui a porté le nombre de juges à deux par État membre d'ici 2019, et au départ du Royaume-Uni de l'UE au 31 janvier 2020. Les juges sont nommés pour un mandat renouvelable de six ans d'un commun accord entre gouvernements des États membres.
| Identité                              | Pays       | Position                     | Début du mandat   |
| ------------------------------------- | ---------- | ---------------------------- | ----------------- |
| Marc van der Woude                    | Pays-Bas   | Président                    | 13 septembre 2010 |
| Savvas Papasavvas (d)                 | Chypre     | Vice-président               | 12 mai 2004       |
| Roberto Mastroianni (d)               | Italie     | Président de la 1re chambre  | 26 septembre 2019 |
| Anna Marcoulli (en)                   | Chypre     | Présidente de la 2e chambre  | 13 avril 2016     |
| Petra Škvařilová-Pelzl (d)            | Tchéquie   | Présidente de la 3e chambre  | 26 septembre 2019 |
| Ricardo da Silva Passos (d)           | Portugal   | Président de la 4e chambre   | 19 septembre 2016 |
| Jesper Svenningsen (d)                | Danemark   | Président de la 5e chambre   | 19 septembre 2016 |
| Maria José Costeira (d)               | Portugal   | Présidente de la 6e chambre  | 19 septembre 2016 |
| Krystyna Kowalik-Bańczyk (d)          | Pologne    | Présidente de la 7e chambre  | 19 septembre 2016 |
| Alexander Kornezov                    | Bulgarie   | Président de la 8e chambre   | 19 septembre 2016 |
| Laurent Truchot (d)                   | France     | Président de la 9e chambre   | 26 septembre 2019 |
| Ornella Porchia (d)                   | Italie     | Présidente de la 10e chambre | 26 septembre 2019 |
| Marc Jaeger                           | Luxembourg | Juge                         | 11 juillet 1996   |
| Heikki Kanninen (en)                  | Finlande   | Juge                         | 7 octobre 2009    |
| Juraj Schwarcz (d)                    | Slovaquie  | Juge                         | 7 octobre 2009    |
| Mariyana Kancheva (en)                | Bulgarie   | Juge                         | 19 septembre 2011 |
| Eugène Buttigieg (en)                 | Malte      | Juge                         | 8 octobre 2012    |
| Vesna Tomljenović (d)                 | Croatie    | Juge                         | 4 juillet 2013    |
| Lauri Madise (d)                      | Estonie    | Juge                         | 23 octobre 2013   |
| Nina Póltorak (d)                     | Pologne    | Juge                         | 13 avril 2016     |
| Inga Reine (d)                        | Lettonie   | Juge                         | 8 juin 2016       |
| Paul Nihoul (d)                       | Belgique   | Juge                         | 19 septembre 2016 |
| Ulf Öberg (d)                         | Suède      | Juge                         | 19 septembre 2016 |
| Colm MacEochaidh (en)                 | Irlande    | Juge                         | 8 juin 2017       |
| Geert de Baere (d)                    | Belgique   | Juge                         | 4 octobre 2017    |
| Tuula Pynnä (d)                       | Finlande   | Juge                         | 26 septembre 2019 |
| Johannes Laitenberger (d)             | Allemagne  | Juge                         | 26 septembre 2019 |
| José Martín y Pérez de Nanclares (en) | Espagne    | Juge                         | 26 septembre 2019 |
| Gerhard Hesse (d)                     | Autriche   | Juge                         | 26 septembre 2019 |
| Miguel Sampol Pucurull (d)            | Espagne    | Juge                         | 26 septembre 2019 |
| Mirela Stancu (d)                     | Roumanie   | Juge                         | 26 septembre 2019 |
| Iko Nõmm (d)                          | Estonie    | Juge                         | 26 septembre 2019 |
| Gabriele Steinfatt (d)                | Allemagne  | Juge                         | 26 septembre 2019 |
| Tamara Perišin (d)                    | Croatie    | Juge                         | 26 septembre 2019 |
| David Petrlík (d)                     | Tchéquie   | Juge                         | 1er mars 2021     |
| Maja Brkan (d)                        | Slovénie   | Juge                         | 6 juillet 2021    |
| Pēteris Zilgalvis (d)                 | Lettonie   | Juge                         | 27 septembre 2021 |
| Krisztián Kecsmár (d)                 | Hongrie    | Juge                         | 27 octobre 2021   |
| Ion Gâlea (d)                         | Roumanie   | Juge                         | 27 octobre 2021   |
| Ioannis Dimitrakopoulos (d)           | Grèce      | Juge                         | 13 janvier 2022   |
| Damjan Kukovec (d)                    | Slovénie   | Juge                         | 13 janvier 2022   |
| Suzanne Kingston (en)                 | Irlande    | Juge                         | 13 janvier 2022   |
| Tihamér Tóth (d)                      | Hongrie    | Juge                         | 6 juillet 2022    |
| Beatrix Ricziová (d)                  | Slovaquie  | Juge                         | 6 juillet 2022    |
| Elisabeth Tichy-Fisslberger (en)      | Autriche   | Juge                         | 15 septembre 2022 |
| William Valasidis                     | Grèce      | Juge                         | 15 septembre 2022 |
| Steven Verschuur                      | Pays-Bas   | Juge                         | 15 septembre 2022 |
| Saulius Lukas Kalėda                  | Pologne    | Juge                         | 27 septembre 2023 |
| Louise Spangsberg Grønfeldt (d)       | Danemark   | Juge                         | 27 septembre 2023 |
| Hervé Cassagnabère (d)                | France     | Juge                         | 7 octobre 2024    |
| Raphaël Meyer                         | Luxembourg | Juge                         | 7 octobre 2024    |

### Avocats généraux
À la différence de la Cour, les avocats généraux ne sont pas désignés à ce titre exclusif auprès du Tribunal. En effet, tout « juge, à l’exception du président, peut exercer, dans une affaire déterminée, les fonctions d’avocat général » . Autrement dit, l’assistance d’un avocat général n’est pas toujours obligatoire. Elle l’est en vertu de l’art. 17 Règlement de procédure du Tribunal, lorsque le Tribunal délibère en formation plénière. Mais ce n’est qu’une faculté pour les cas où il siège en chambre, il appartient en l’occurrence à la formation plénière, à l’initiative de la chambre, de désigner un avocat général en raison de la difficulté en droit ou de la complexité en fait de l’affaire. L’intention du législateur est transparente : permettre un fonctionnement souple du Tribunal. Il reste que le système est entouré de garanties, ainsi un « membre du tribunal appelé à exercer la fonction d’avocat général ne peut pas prendre part au jugement de cette affaire ». Enfin, quelle soit la nature de ses fonctions, chaque membre du Tribunal est assisté de trois référendaires.

### Le greffier
Conformément à l’art. 20 du Règlement de procédure, le Tribunal nomme un greffier selon des modalités identiques à celles présidant à l’élection du président du Tribunal, pour un mandat de six ans, renouvelable. De plus, le greffier peut être assisté de greffiers adjoints, qui sont désignés dans les mêmes conditions. Les fonctions du greffier énumérées aux art. 24 à 27 du Règlement de procédure du Tribunal sont identiques à celles de son homologue de la CJUE. Autre similitude, le greffier du Tribunal se voit confier l’administration, la gestion financière et la comptabilité du Tribunal, sous l’autorité du président et avec le concours des services de la Cour. Cette dernière précision témoigne du lien organique unissant le Tribunal à la Cour. Et toujours à l’imitation de la Cour, le Tribunal établit, sur proposition du président, les instructions au greffier. Toutefois, à la différence des instructions du greffier de la Cour, celles du Tribunal sont plus précises et comportent deux annexes visant à informer les avocats, agents et conseil aux parties au sujet de la procédure écrite et orale devant le Tribunal.
| Début             | Fin            | Nom               |
| ----------------- | -------------- | ----------------- |
| 27 septembre 1989 | 6 octobre 2005 | Hans Jung         |
| 6 octobre 2005    | 30 avril 2023  | Emmanuel Coulon   |
| 5 juin 2023       | en cours       | Vittorio Di Bucci |

## Liste des présidents
| Début             | Fin               | Nom                      |
| ----------------- | ----------------- | ------------------------ |
| 25 septembre 1989 | 18 septembre 1995 | José Luís da Cruz Vilaça |
| 18 septembre 1995 | 4 mars 1998       | Antonio Saggio           |
| 4 mars 1998       | 17 septembre 2007 | Bo Vesterdorf            |
| 17 septembre 2007 | 26 septembre 2019 | Marc Jaeger              |
| 27 septembre 2019 | en cours          | Marc van der Woude       |